# 邢玠
邢玠（1540年10月26日—1612年3月17日），字搢伯，又字式如，號崑田，山东益都縣（今青州）人。明朝大臣，官至薊遼總督，曾在万历年间援朝抗倭战争中统帅明军取得重大胜利。

## 生平
隆庆元年（1567年）丁卯科山東乡试第四十四名，隆庆五年（1571年）辛未科會試第一百十五名，三甲八十二名進士，通政司觀政，授密雲知县，萬曆三年（1575年）升浙江道御史，四年三月巡按甘肃。万历五年（1577年），鞑靼俺答汗想要去青海，邢玠上书，陈述利害关系，受到皇帝赏识。萬曆六年二月升河南按察司佥事，八年升陕西苑马寺少卿，十年正月升任山西行太仆寺卿兼佥事，治兵宁武。萬曆十二年八月升山西右参政，十三年二月调任陕西参政兼佥事，十月叙勞升一级，升为陕西按察使，治兵甘州。當時甘州遭到蒙古游牧势力抢掠，邢玠針對蒙古游牧部落的動向進行防御措施，当地人称：“邢公真天威，不敢再窥边矣”。萬曆十六年升右布政使兼佥事，照旧管事，後告病致仕。
万历十八年（1590年）三月，起补山西右布政使兼按察司副使，阳和兵备。九月升都察院右佥都御史、巡抚大同，二十年五月以功加升右副都御史，二十一年八月升南京兵部右侍郎。
萬曆二十二年（1594年）二月，以南京兵部左侍郎兼右佥都御史，总督川贵军务，处置播州（今贵州遵义一带）杨应龙之謀叛，二十三年十二月剿平播州之乱，以功加升都察院右都御史兼兵部左侍郎。
萬曆二十五年（1597年）入京叙职。大學士張位、沈一貫上疏，推薦邢玠領導抗倭。万历二十五年（1597年），日人關白豐臣秀吉調兵再犯朝鲜，朝廷委任邢玠为兵部尚書兼都察院右副都御史、总督蓟辽保定军务兼理粮饷經略御倭，增调四川、湖广土兵，统兵入朝鮮。邢玠向朝鲜使节权悏等人要求繪製朝鲜軍用地圖。邢玠因缺乏水师支援，在岛山失利受挫，邢玠開始招募水兵。隔年，明軍已将日军压缩在蔚山、泗水、顺天三地。萬曆二十六年，邢玠再分兵三路南下，東路麻貴進攻蔚山，西路劉綎進攻順天，中路董一元進攻晉江。三路軍隊與日軍激戰，雙方互有勝負。万历二十六年，丰臣秀吉病殁，日军兵心涣散，準備撤退。在随后的露梁海战中，明軍擊沉日艦九百艘，幾乎全歼日本水军。
万历二十七年（1599年）四月二十五日，凯旋京都，在北京午门外举行献俘仪式，由久居內宮的萬曆帝親自主持。因北虏侵犯辽东，邢玠率東征軍暂驻辽阳弹压。之後条陈東征善后事宜十事。九月加太子太保，荫一子世袭锦衣卫指挥佥事，賜给诰命。萬曆二十九年二月官至南京兵部尚书参赞机务，三十年五月十五疏陈情辞官，得獲准归乡养母，终不复出。三十三年母亲郑氏去世，朝廷賜祭葬，同年十一月加少保，三十九年五月准致仕，万历四十年（1612年）去世，年七十三。次年賜祭葬，赠太保。

## 著作
著有《东征奏议》、《崇俭录》等。

## 紀念
朝鲜人民曾特铸铜柱为其纪功，并在釜山建祠绘像。今山东省博物馆和中国国家博物馆藏有其当年用过的盔甲、朝鲜折扇以及诗稿原件等。

## 家族
曾祖邢瑞。祖父邢聰。父邢鑌，字大用，號西岡。母鄭氏。慈侍下。
邢玠生三子：長子邢顧言，次邢從言，户部福建司郎中；次邢慎言，丁未進士，曾任户部江西司郎中。